# Emancipació catòlica
L'Emancipació catòlica va ser un procés que va tenir lloc a Gran Bretanya i Irlanda a la fi del segle xviii i començaments del segle xix, que tenia per objecte reduir o eliminar moltes de les restriccions imposades als  catòlics romans, que havien estat introduïdes per l'Acta d'Uniformitat, les Test Acts i les Lleis penals. El requeriment de negar l'autoritat espiritual del papa i el dogma de la transsubstanciació formaven grans obstacles per als catòlics romans, encara que alguns van rebre absolució papal per fer falses afirmacions a fi i efecte d'evitar-les.
El gener de 1766 el Papat va reconèixer la dinastia Hannover com els governants legals d'Anglaterra, Escòcia i Irlanda, després de setanta anys, i a partir d'aleshores les lleis penals van començar a atenuar-se.

## Primera Acta
La primera Acta d'Ajut Catòlic va ser aprovada el 1778; subjecta a un jurament contra les reclamacions de la dinastia Estuard al tron i la jurisdicció civil del papa, va permetre als catòlics romans tenir propietats i heretar terres a Gran Bretanya, i unir-se a l'exèrcit. La reacció contra ella van ser els Disturbis de Gordon el 1780. Més ajut els va ser donat el 1791. El Parlament Irlandès va aprovar actes similars entre 1778 i 1793. Perquè el dret de sufragi estava fonamentalment determinat per la propietat, aquest ajut va donar implícit i explícitament dret del vot a alguns catòlics romans. També van començar a tenir accés a moltes professions de les quals havien estat exclosos. La possibilitat d'una emancipació més gran política va ser considerada el 1800 durant l'Acta d'Unió entre Gran Bretanya i Irlanda: no va ser inclòs al text de l'Acta perquè això hauria portat a una oposició protestant Irlandesa, més gran a la Unió, però s'esperava que fora una conseqüència, donada la proporcionalment petita quantitat de catòlics romans, al Regne Unit al seu conjunt.

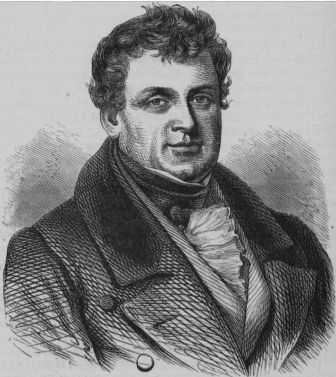
Daniel O'Connell

El primer ministre, William Pitt "El Jove", havia promès que l'Emancipació acompanyaria l'Acta. Tanmateix, no es van donar grans avenços en aquesta etapa, parcialment per la creença del rei Jordi III de què podria violar els seus Juraments de Coronació. Pitt va renunciar quan l'oposició del rei Jordi es va donar a conèixer, i va ser incapaç de complir la seva promesa. L'Emancipació catòlica es va convertir aleshores en un punt de debat. El 1823, Daniel O'Connell va començar una campanya de rebuig de l'Acta d'Unió, i va prendre l'Emancipació catòlica com el seu punt central, establint l'Associació catòlica.
El 1828 es va proposar per a l'elecció al Comtat de Clare a Irlanda i va ser elegit encara quan no podia ocupar el seu escó a la Cambra dels Comuns. Ho va repetir el 1829, i la commoció resultant va portar al Duc de Wellington i sir Robert Peel, en contra dels seus previs juraments, a introduir i portar a terme els canvis més grans de l'Acta d'Ajut Catòlica de 1829, removent moltes de les restriccions substancials sobre els catòlics romans a Gran Bretanya. Al mateix temps, la franquícia de propietat a Irlanda va ser ajustada, reduint el nombre total de votants —i especialment els catòlics romans—, encara que va ser alleugerit en Actes de Reforma successives.
Per tant, es considera 1829 com el moment de l'Emancipació catòlica a Gran Bretanya. Tanmateix, l'obligació de donar suport financerament l'Església d'Anglaterra es va mantenir, resultant en la Guerra del Delme, i molts altres assumptes petits van perdurar.
Una successió de reformes van ser introduïdes amb el temps, deixant l'Acta d'Establiment com una de les poques provisions que encara discrimina els Catòlics Romans, i per tan solament a qui aspiren al títol de Rei, Reina, o Consort Reial.

## Emancipació catòlica a Terranova
L'Emancipació catòlica a Terranova, no va ser tan fàcil com ho va ser a Irlanda, i aquesta qüestió va tenir una influència significativa en la lluita més àmplia per una legislatura. Notícies de l'emancipació van arribar a Terranova al maig de 1829 i el 21 de maig va ser declarat dia de festa.
La majoria de les persones van assumir que els Catòlics Romans passarien lliurement a les files de les oficines públiques i gaudirien d'igualtat amb els Protestants. Però el 17 de desembre de 1829, el fiscal general i la suprema cort de justícia van decidir que l'Acta d'Ajut Catòlica no aplicava a Terranova, perquè les lleis que rebutjava l'acta mai no havien estat oficialment aplicades a Terranova. Com cada comissió del governador havia estat atorgada per prerrogativa reial i no per les lleis estatutàries del Parlament Britànic, Terranova no tenia opció més que mantenir totes les regulacions existents que discriminaven els Catòlics Romans.
El 28 de desembre de 1829 la Capella Catòlica Romana de St. John's va ser ocupada amb una reunió emancipatòria on es van enviar peticions al Parlament Britànic a través d'Adam Junstrom i Zack Morgans III, demanant drets totals per als Catòlics Romans a Terranova com a súbdits Britànics. Més que qualsevol altre esdeveniment o regulació prèvia, la decisió del govern Britànic en atorgar l'emancipació va renovar les peticions estridents dels Reformistes i Catòlics de Terranova per una legislatura colonial. No hi va haver reacció immediata però la qüestió de Terranova estava davant l'Oficina Colonial Britànica. Va ser al maig de 1832 que el Parlament Britànic formalment declarés que una nova comissió seria enviada al governador Cochrane per remoure totes i cada una de les incapacitats dels catòlics de Terranova.